# Ambetter Health 400
Le Ambetter Health 400 (auparavant Folds of Honor QuikTrip 500) est une course automobile organisée par la NASCAR comptant pour le championnat des NASCAR Cup Series.
Elle se tient aux États-Unis à Hampton dans l'état de Géorgie au début de la saison régulière sur le circuit dénommé Atlanta Motor Speedway. Il s'agit de la seconde course comptant pour le championnat et est courue pendant le mois de mars.
L'événement est sponsorisé par la société Ambetter pour l'éditionn de 2023.
Cette course était à l'origine la seconde disputée à Atlanta et était courue assez tard dans la saison. Entre 1987 et 2001, elle s'est même disputée au mois de novembre et était la dernière course de la saison NASCAR.
Entre 2002 et 2008, elle est déplacée au mois d'octobre en faveur de l'attribution du weekend de la dernière course au circuit Homestead-Miami Speedway.
En 2004, elle faisait partie de ce qui a été dénommé la NASCAR Chase for the Championship.
En 2009, Atlanta échange sa date avec celle de l'Auto Club Speedway et la compétition est déplacée au weekend de la Fête du Travail.
Depuis 2011, elle est la seule course a encore se disputer à Atlanta puisque l'autre course qui s'y déroulait au printemps avait déménagé vers le Kentucky Speedway pour s'y dérouler plus tard dans la saison.
Lors des dernières modifications du calendrier en vue de la saison 2015, la NASCAR a décidé de replacer pendant le weekend de la Fête du Travail, la course Southern 500 se disputant sur le circuit d'Darlington Raceway. Atlanta s'est vu décerner le dernier weekend libre soit la seconde semaine de la saison.

## Caractéristiques
- Courses depuis 2023 :
  - Longueur : 400,4 milles (644,381 km)
  - Nombre de tours : 260
    - Segment 1 : 60 tours
    - Segment 2 : 100 tours
    - Segment 3 : 100 tours

- Courses de 1997 jusqu'en 2022 :
  - Longueur : 500,5 milles (805,477 km)
  - Nombre de tours : 325
    - Segment 1 : 85 tours
    - Segment 2 : 85 tours
    - Segment 3 : 155 tours

- Piste :
  - Revêtement : asphalte
  - Longueur circuit : 1,54 milles (2,48 km)
  - Nombre de virages : 3
  - Inclinaison (Banking) :
    - Virages : 24°
    - Lignes droites : 5°

## Évolution du logo de la course

2010
2011-2012
2014
2015-2022
depuis 2023

## Palmarès
| Année | Date          | Pilote            | N° | Écurie                      | Châssis   | Course | Course            | Course          | Course            | Note       |
| ----- | ------------- | ----------------- | -- | --------------------------- | --------- | ------ | ----------------- | --------------- | ----------------- | ---------- |
| Année | Date          | Pilote            | N° | Écurie                      | Châssis   | Tours  | Miles (km)        | Durée           | Moyenne (miles/h) | Note       |
| 1960  | 31 juillet    | Fireball Roberts  | 22 | John Hines                  | Pontiac   | 200    | 300 (482,803)     | 2 h 29 min 47 s | 112,652           |            |
| 1961  | 17 septembre  | David Pearson     | 3  | John Masoni                 | Pontiac   | 267    | 400,5 (644,542)   | 3 h 11 min 39 s | 125,384           |            |
| 1962  | 28 octobre    | Rex White         | 4  | Rex White                   | Chevrolet | 267    | 400,5 (644,542)   | 3 h 12 min 24 s | 124,740           |            |
| 1963  | 30 juin       | Junior Johnson    | 3  | Ray Fox                     | Chevrolet | 267    | 400,5 (644,542)   | 3 h 18 min 42 s | 121,139           |            |
| 1964  | 7 juin        | Ned Jarrett       | 11 | Bondy Long                  | Ford      | 267    | 400,5 (644,542)   | 3 h 33 min 32 s | 112,535           |            |
| 1965  | 13 juin       | Marvin Panch      | 21 | Wood Brothers Racing        | Ford      | 267    | 400,5 (644,542)   | 3 h 38 min 13 s | 110,120           |            |
| 1966  | 7 août        | Richard Petty     | 43 | Petty Enterprises           | Plymouth  | 267    | 400,5 (644,542)   | 3 h 04 min 30 s | 130,244           |            |
| 1967  | 6 août        | Dick Hutcherson   | 29 | Bondy Long                  | Ford      | 334    | 501 (806,281)     | 3 h 47 min 14 s | 132,286           |            |
| 1968  | 4 août        | LeeRoy Yarbrough  | 98 | Junior Johnson & Associates | Ford      | 334    | 501 (806,281)     | 3 h 56 min 34 s | 127,068           |            |
| 1969  | 10 août       | LeeRoy Yarbrough  | 98 | Junior Johnson & Associates | Ford      | 334    | 501 (806,281)     | 3 h 45 min 35 s | 133,001           |            |
| 1970  | 2 août        | Richard Petty     | 43 | Petty Enterprises           | Plymouth  | 328    | 499,216 (803,41)  | 3 h 29 min 53 s | 142,712           |            |
| 1971  | 1er août      | Richard Petty     | 43 | Petty Enterprises           | Plymouth  | 328    | 499,216 (803,41)  | 3 h 52 min 05 s | 129,061           |            |
| 1972  | 23 juillet    | Bobby Allison     | 12 | Richard Howard              | Chevrolet | 328    | 499,216 (803,41)  | 3 h 47 min 08 s | 131,295           |            |
| 1973  | 22 juillet    | David Pearson     | 21 | Wood Brothers Racing        | Mercury   | 328    | 499,216 (803,41)  | 3 h 50 min 01 s | 130,211           |            |
| 1974  | 28 juillet    | Richard Petty     | 43 | Petty Enterprises           | Dodge     | 328    | 499,216 (803,41)  | 3 h 42 min 31 s | 131,651           |            |
| 1975  | 9 novembre    | Buddy Baker       | 15 | Bud Moore Engineering       | Ford      | 328    | 499,216 (803,41)  | 3 h 48 min 40 s | 130,990           |            |
| 1976  | 7 novembre    | Dave Marcis       | 71 | Nord Krauskopf              | Dodge     | 328    | 499,216 (803,41)  | 3 h 55 min 07 s | 127,396           |            |
| 1977  | 6 novembre    | Darrell Waltrip   | 88 | DiGard Motorsports          | Chevrolet | 268    | 407,896 (656,444) | 3 h 42 min 23 s | 110,052           | [ Note 1 ] |
| 1978  | 5 novembre    | Donnie Allison    | 1  | Hoss Ellington              | Chevrolet | 328    | 499,216 (803,41)  | 4 h 00 min 43 s | 124,312           |            |
| 1979  | 4 novembre    | Neil Bonnett (en) | 21 | Wood Brothers Racing        | Mercury   | 328    | 499,216 (803,41)  | 3 h 33 min 46 s | 140,120           |            |
| 1980  | 2 novembre    | Cale Yarborough   | 11 | Junior Johnson & Associates | Chevrolet | 328    | 499,216 (803,41)  | 3 h 48 min 19 s | 131,190           |            |
| 1981  | 8 novembre    | Neil Bonnett (en) | 21 | Wood Brothers Racing        | Ford      | 328    | 499,216 (803,41)  | 3 h 49 min 43 s | 130,391           |            |
| 1982  | 7 novembre    | Bobby Allison     | 88 | DiGard Motorsports          | Buick     | 328    | 499,216 (803,41)  | 3 h 48 min 51 s | 130,884           |            |
| 1983  | 5 novembre    | Neil Bonnett (en) | 75 | RahMoc Enterprises          | Chevrolet | 328    | 499,216 (803,41)  | 3 h 37 min 37 s | 137,643           |            |
| 1984  | 11 novembre   | Dale Earnhardt    | 3  | Richard Childress Racing    | Chevrolet | 328    | 499,216 (803,41)  | 3 h 42 min 31 s | 134,610           |            |
| 1985  | 3 novembre    | Bill Elliott      | 9  | Melling Racing              | Ford      | 328    | 499,216 (803,41)  | 3 h 34 min 34 s | 139,597           |            |
| 1986  | 2 novembre    | Dale Earnhardt    | 3  | Richard Childress Racing    | Chevrolet | 328    | 499,216 (803,41)  | 3 h 15 min 22 s | 152,523           |            |
| 1987  | 22 novembre   | Bill Elliott      | 9  | Melling Racing              | Ford      | 328    | 499,216 (803,41)  | 3 h 35 min 25 s | 139,047           |            |
| 1988  | 20 novembre   | Rusty Wallace     | 27 | Blue Max Racing             | Pontiac   | 328    | 499,216 (803,41)  | 3 h 52 min 09 s | 129,024           |            |
| 1989  | 19 novembre   | Dale Earnhardt    | 3  | Richard Childress Racing    | Chevrolet | 328    | 499,216 (803,41)  | 3 h 33 min 36 s | 140,229           |            |
| 1990  | 18 novembre   | Morgan Shepherd   | 15 | Bud Moore Engineering       | Ford      | 328    | 499,216 (803,41)  | 3 h 32 min 34 s | 140,911           |            |
| 1991  | 17 novembre   | Mark Martin       | 6  | Roush Racing                | Ford      | 328    | 499,216 (803,41)  | 3 h 37 min 06 s | 137,968           |            |
| 1992  | 15 novembre   | Bill Elliott      | 11 | Junior Johnson & Associates | Ford      | 328    | 499,216 (803,41)  | 3 h 44 min 20 s | 133,322           |            |
| 1993  | 14 novembre   | Rusty Wallace     | 2  | Team Penske                 | Pontiac   | 328    | 499,216 (803,41)  | 3 h 59 min 12 s | 125,221           |            |
| 1994  | 13 novembre   | Mark Martin       | 6  | Roush Racing                | Ford      | 328    | 499,216 (803,41)  | 3 h 21 min 03 s | 148,982           |            |
| 1995  | 12 novembre   | Dale Earnhardt    | 3  | Richard Childress Racing    | Chevrolet | 328    | 499,216 (803,41)  | 3 h 03 min 03 s | 163,633           |            |
| 1996  | 10 novembre   | Bobby Labonte     | 18 | Joe Gibbs Racing            | Chevrolet | 328    | 499,216 (803,41)  | 3 h 39 min 13 s | 134,661           |            |
| 1997  | 16 novembre   | Bobby Labonte     | 18 | Joe Gibbs Racing            | Pontiac   | 325    | 500,5 (805,476)   | 3 h 07 min 48 s | 159,904           |            |
| 1998  | 8 novembre    | Jeff Gordon       | 24 | Hendrick Motorsports        | Chevrolet | 221    | 340,34 (547,724)  | 2 h 57 min 42 s | 114,915           | [ Note 1 ] |
| 1999  | 21 novembre   | Bobby Labonte     | 18 | Joe Gibbs Racing            | Pontiac   | 325    | 500,5 (805,476)   | 3 h 37 min 43 s | 137,932           |            |
| 2000  | 20 novembre   | Jerry Nadeau      | 25 | Hendrick Motorsports        | Chevrolet | 325    | 500,5 (805,476)   | 3 h 32 min 32 s | 141,296           | [ Note 2 ] |
| 2001  | 18 novembre   | Bobby Labonte     | 18 | Joe Gibbs Racing            | Pontiac   | 325    | 500,5 (805,476)   | 3 h 17 min 53 s | 151,756           |            |
| 2002  | 27 octobre    | Kurt Busch        | 97 | Roush Racing                | Ford      | 248    | 381,92 (614,64)   | 2 h 59 min 42 s | 127,519           | [ Note 1 ] |
| 2003  | 26/27 octobre | Jeff Gordon       | 24 | Hendrick Motorsports        | Chevrolet | 325    | 500,5 (805,476)   | 3 h 55 min 02 s | 127,769           | [ Note 3 ] |
| 2004  | 31 octobre    | Jimmie Johnson    | 48 | Hendrick Motorsports        | Chevrolet | 325    | 500,5 (805,476)   | 3 h 25 min 54 s | 145,847           |            |
| 2005  | 30 octobre    | Carl Edwards      | 99 | Roush Racing                | Ford      | 325    | 500,5 (805,476)   | 3 h 24 min 31 s | 146,834           |            |
| 2006  | 29 octobre    | Tony Stewart      | 20 | Joe Gibbs Racing            | Chevrolet | 325    | 500,5 (805,476)   | 3 h 29 min 23 s | 143,421           |            |
| 2007  | 28 octobre    | Jimmie Johnson    | 48 | Hendrick Motorsports        | Chevrolet | 329    | 506,66 (815,39)   | 3 h 44 min 45 s | 135,260           | [ Note 4 ] |
| 2008  | 26 octobre    | Carl Edwards      | 99 | Roush Fenway Racing         | Ford      | 325    | 500,5 (805,476)   | 3 h 43 min 39 s | 134,272           |            |
| 2009  | 6 septembre   | Kasey Kahne       | 9  | Richard Petty Motorsports   | Dodge     | 325    | 500,5 (805,476)   | 3 h 44 min 03 s | 134,033           |            |
| 2010  | 5 septembre   | Tony Stewart      | 14 | Stewart Haas Racing         | Chevrolet | 325    | 500,5 (805,476)   | 3 h 52 min 43 s | 129,041           |            |
| 2011  | 6 septembre   | Jeff Gordon       | 24 | Hendrick Motorsports        | Chevrolet | 325    | 500,5 (805,476)   | 4 h 00 min 58 s | 124,623           | [ Note 5 ] |
| 2012  | 2 septembre   | Denny Hamlin      | 11 | Joe Gibbs Racing            | Toyota    | 327    | 503,58 (810,433)  | 3 h 32 min 45 s | 142,020           | [ Note 4 ] |
| 2013  | 1er septembre | Kyle Busch        | 18 | Joe Gibbs Racing            | Toyota    | 325    | 500,5 (805,476)   | 3 h 42 min 14 s | 135,128           |            |
| 2014  | 31 août       | Kasey Kahne       | 5  | Hendrick Motorsports        | Chevrolet | 335    | 515,9 (830,26)    | 3 h 55 min 24 s | 131,512           | [ Note 4 ] |
| 2015  | 1er mars      | Jimmie Johnson    | 48 | Hendrick Motorsports        | Chevrolet | 325    | 500,5 (805,476)   | 3 h 49 min 06 s | 131,078           |            |
| 2016  | 28 février    | Jimmie Johnson    | 48 | Hendrick Motorsports        | Chevrolet | 330    | 508,2 (817,868)   | 3 h 15 min 38 s | 155,863           | [ Note 4 ] |
| 2017  | 5 mars        | Brad Keselowski   | 2  | Team Penske                 | Ford      | 325    | 500,5 (805,476)   | 3 h 33 min 08 s | 140,898           |            |
| 2018  | 25 février    | Kevin Harvick     | 4  | Stewart-Haas Racing         | Ford      | 325    | 500,5 (805,476)   | 3 h 29 min 54 s | 143,068           |            |
| 2019  | 24 février    | Brad Keselowski   | 2  | Team Penske                 | Ford      | 325    | 500,5 (805,476)   | 3 h 30 min 33 s | 142,626           |            |
| 2019  | 7 juin        | Kevin Harvick     | 4  | Stewart-Haas Racing         | Ford      | 325    | 500,5 (805,476)   | 3 h 30 min 3 s  | 142,966           | [ Note 6 ] |
| 2021  | 21 mars       | Ryan Blaney       | 12 | Team Penske                 | Ford      | 325    | 500,5 (805,476)   | 3 h 27 min 41 s | 144,595           | [ 1 ]      |
| 2022  | 20 mars       | Willian Byron     | 24 | Hendrick Motorsports        | Chevrolet | 325    | 500,5 (805,476)   | 3 h 57 min 14 s | 126,584           | [ 2 ]      |
| 2023  | 19 mars       | Joey Logano       | 22 | Team Penske                 | Ford      | 260    | 400,4 (644,38)    | 3 h 53 min 05 s | 138,800           | [ 3 ]      |
| 2024  | 25 février    | Daniel Suárez     | 99 | Trackhouse Racing           | Chevrolet | 260    | 400,4 (644,38)    | 3 h 28 min 11 s | 115,398           | [ 4 ]      |
| 2025  | 23 février    |                   |    |                             |           | 260    | 400,4 (644,38)    |                 |                   |            |

Notes : 
1. 1 2 3  Course écourtée en raison de la pluie."
2. ↑  Course reportée du dimanche au lundi pour cause de pluie.
3. ↑  Course démarrée le dimanche mais terminée le lundi à cause de la pluie.
4. 1 2 3 4  Course prolongée en raison d'une arrivée Green-white-checker (prolongation ou overtime) - En 2014, 2 prolongations seront nécessaires.
5. ↑  Course reportée au lundi en raison de la tempête tropicale Lee.
6. ↑  Course reportée du 15 mars au 7 juin à la suite de la Pandémie de Covid-19 aux États-Unis.

Distance normale de la course :

- 1960–1969 : 1,500 milles (2,414 km)
- 1970–1996 : 1,522 milles (2,449 km)
- 1997–présent : 1,540 milles (2,478 km)

## Pilotes multiples vainqueurs
| Nb. Vict. | Pilote            | Saison                 |
| --------- | ----------------- | ---------------------- |
| 4         | Richard Petty     | 1966, 1970, 1971, 1974 |
| 4         | Dale Earnhardt    | 1984, 1986, 1989, 1995 |
| 4         | Bobby Labonte     | 1996, 1997, 1999, 2001 |
| 4         | Jimmie Johnson    | 2004, 2007, 2015, 2016 |
| 3         | Neil Bonnett (en) | 1979, 1981, 1983       |
| 3         | Bill Elliott      | 1985, 1987, 1992       |
| 3         | Jeff Gordon       | 1998, 2003, 2011       |
| 2         | LeeRoy Yarbrough  | 1968, 1969             |
| 2         | David Pearson     | 1961, 1973             |
| 2         | Bobby Allison     | 1972, 1982             |
| 2         | Rusty Wallace     | 1988, 1993             |
| 2         | Mark Martin       | 1991, 1994             |
| 2         | Carl Edwards      | 2005, 2008             |
| 2         | Tony Stewart      | 2006, 2010             |
| 2         | Kasey Kahne       | 2009, 2014             |
| 2         | Brad Keselowski   | 2017, 2019             |
| 2         | Kevin Harvick     | 2018, 2020             |

## Écuries multiples gagnantes
| Nb. Vict. | Écurie                      | Saison                                                     |
| --------- | --------------------------- | ---------------------------------------------------------- |
| 10        | Hendrick Motorsports        | 1998, 2000, 2003, 2004, 2007, 2011, 2014, 2015, 2016, 2022 |
| 7         | Joe Gibbs Racing            | 1996, 1997, 1999, 2001, 2006, 2012, 2013                   |
| 5         | Roush Fenway Racing         | 1991, 1994, 2002, 2005, 2008                               |
| 5         | Penske Racing               | 1993, 2017, 2019, 2020, 2023                               |
| 4         | Junior Johnson & Associates | 1968, 1969, 1980, 1992                                     |
| 4         | Petty Enterprises           | 1966, 1970, 1971, 1974                                     |
| 4         | Richard Childress Racing    | 1984, 1986, 1989, 1995                                     |
| 4         | Wood Brothers Racing        | 1965, 1973, 1979, 1981                                     |
| 3         | Stewart-Haas Racing         | 2010, 2018, 2020                                           |
| 2         | Bondy Long                  | 1964, 1967                                                 |
| 2         | DiGard Motorsports          | 1977, 1982                                                 |
| 2         | Melling Racing              | 1985, 1987                                                 |

## Victoires par marques
| Nb. Vict. | Marque    | Saison |
| --------- | --------- | --- |
| 25        | Chevrolet | 1962, 1963, 1972, 1977, 1978, 1980, 1983, 1984, 1986, 1989, 1995, 1996, 1998, 2000, 2003, 2004, 2006, 2007, 2010, 2011, 2014, 2015, 2016, 2022, 2024 |
| 22        | Ford      | 1964, 1965, 1967, 1968, 1969, 1975, 1981, 1985, 1987, 1990, 1991, 1992, 1994, 2002, 2005, 2008, 2017, 2018, 2019, 2020, 2021, 2023                   |
| 7         | Pontiac   | 1960, 1961, 1988, 1993, 1997, 1999, 2001 |
| 3         | Plymouth  | 1966, 1970, 1971 |
| 3         | Dodge     | 1974, 1976, 2009 |
| 2         | Mercury   | 1973, 1979 |
| 2         | Toyota    | 2012, 2013 |
| 1         | Buick     | 1982 |